# Айлънд Рекърдс
„Айлънд Рекърдс“ е звукозаписна компания, създадена от британски музикални продуценти в Ямайка през 1959 г., после преместена във Великобритания и накрая в САЩ.

## История
Централата на компанията е преместена в Лондон, Великобритания през 1962 г., където остава в продължение на 3 десетилетия.
Понастоящем компанията принадлежи на големия музикален концерн Universal Music Group и е локализирана в Ню Йорк.
„Айлънд Рекърдс“ е най-голямата независима звукозаписна компания в света до продажбата ѝ на звукозаписнана компания PolyGram през 1989 г. В каталога ѝ са някои от най-популярните поп и рок изпълнители.

## Изпълнители
Списък на някои от най-популярните изпълнители, издавани от „Айлънд Рекърдс“
- Anthrax
- Бейбифейс
- Bad Company
- Black Rebel Motorcycle Club
- Bon Jovi
- Тони Бракстън
- The Cranberries
- Def Leppard
- Боб Дилън
- Грейс Джоунс
- Джанет Джаксън
- Jethro Tull
- Елтън Джон
- Тори Еймъс
- Emerson, Lake and Palmer
- Натали Имбрулия
- Марая Кери
- King Crimson
- Джими Клиф
- Джон Маклафлин
- Боб Марли
- Уили Нелсън
- Нико
- Portishead
- Pulp
- Риана
- Лайънъл Ричи
- Roxy Music
- Stereo MC's
- Tokio Hotel
- Трики
- P.J. Harvey
- Ейми Уайнхаус
- Том Уейтс
- Wolfmother
- Шон Мендес